# Heinrich Karl von Bibra
Baron Heinrich Karl von Bibra (tudi Karl Siegmund von Bibra), nemški general, * 20. februar 1666; † 11. januar 1734.

## Družinsko življenje
Heinrich Karl von Bibra je izhajal iz turingijsko-frankonske rodbine Bibra. Poročil se je z Mario Johanno Theresio Eyb. Skupaj z bratoma (Johannom Ernstom in Christophom Erhardom) je leta 1698 prejel naziv državni baron.

## Vojaštvo
Sodeloval je v osemdesetletni in španski nasledstveni vojni; med letoma 1709 in 1714 se je boril na strani Francije.